# Apologie du prince d'Orange

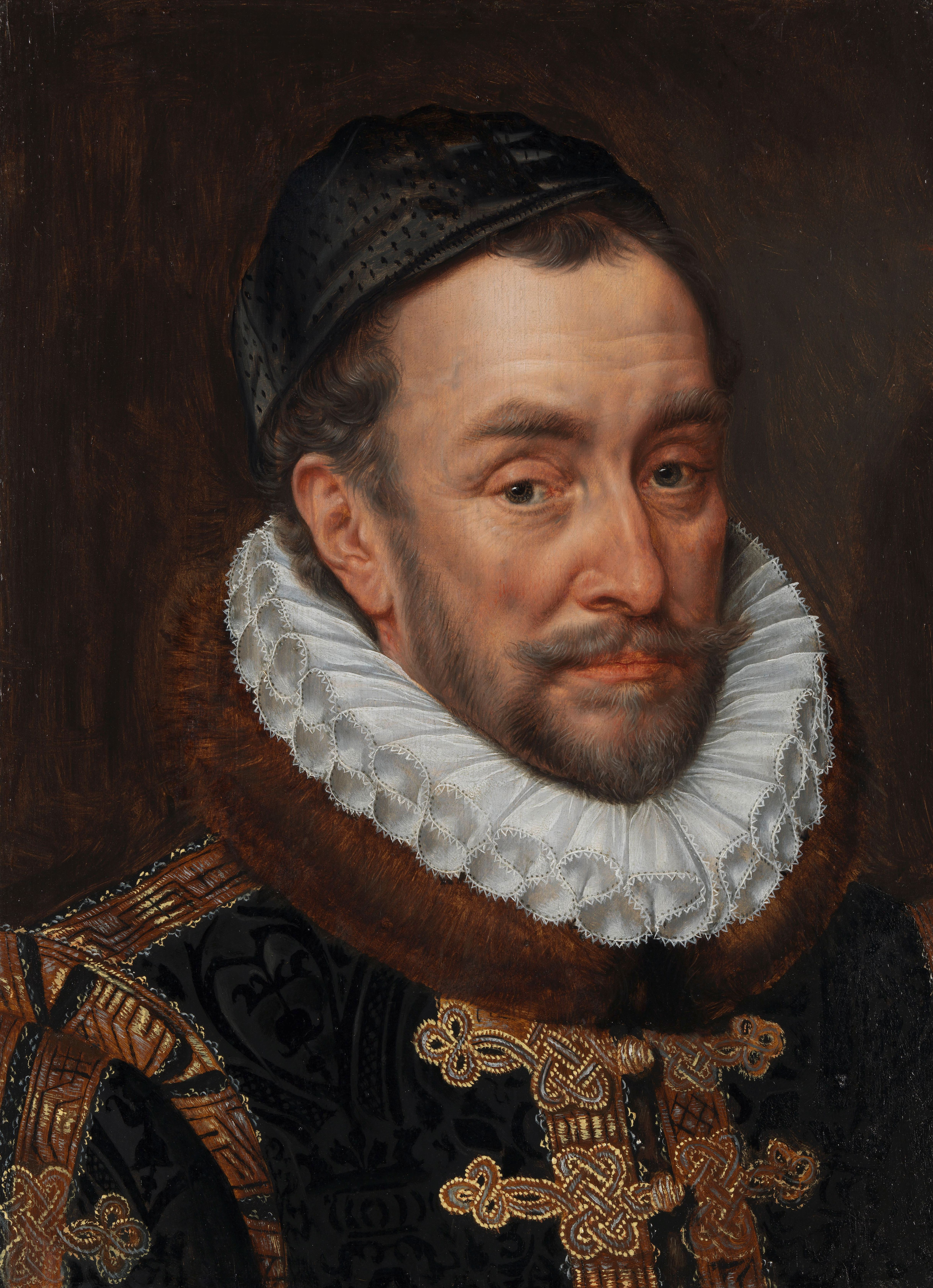
Guillaume d'Orange.

L'Apologie du prince d'Orange est un document publié en décembre 1581 par Guillaume d'Orange, en réponse à l'édit de proscription émis contre lui par le roi Philippe II d'Espagne.

## Contexte
Vers 1566-68, dans certaines provinces des Pays-Bas actuelles, à cette époque appartenant à l'Empire espagnol, sont apparues parmi la population des révoltes provoquées par les contraintes religieuses catholiques et les charges fiscales que les autorités espagnoles imposaient aux néerlandais. Ces révoltes ont donné naissance à la Guerre de Quatre-Vingts Ans, ou guerre des Flandres.
En 1579, les provinces rebelles se regroupèrent dans l'Union d'Utrecht, qui est à l'origine des Provinces-Unies, qui à partir de ce moment, affrontèrent ouvertement la couronne espagnole en essayant d'obtenir leur indépendance.
Philippe II était roi d'Espagne, Alexandre Farnèse  était gouverneur des Pays-Bas espagnols en son nom, et Guillaume Ier d'Orange-Nassau, stathouder des Provinces Unies, était le leader du parti indépendantiste anti-espagnol.

## Proscription de Guillaume d'Orange
Juin 1580, à Maastricht, Philippe II, sur les instances de son secrétaire Antonio Pérez et du cardinal de Granvelle, émet contre Guillaume un édit de proscription, l'accusant de trahison, ingratitude et hérésie, le déclarant "ennemi de la race humaine", et offrant une charge nobiliaire et une récompense de 25 000 couronnes à celui qui le livrerait ou l'assassinerait.

## Apologie
En réponse à cet édit de proscription, Guillaume publie l'Apologie du prince d'Orange, un document dans lequel il repoussait les accusations dont il était l'objet de la part du roi espagnol; il justifiait sa carrière politique et sa vie privée, et il défendait son droit à se rebeller contre la tyrannie du monarque espagnol. L'Apologie fut présentée le 13 décembre 1581 devant l'assemblée des États généraux des Pays-Bas à Delft et en suite traduite dans différentes langues et transmise aux principales cours européennes.
La rédaction du document est attribuée au huguenot français Pierre Loyseleur, seigneur de Villiers.

## Sources
- (es) Cet article est partiellement ou en totalité issu de l’article de Wikipédia en espagnol intitulé « Apología del príncipe d'Orange » (voir la liste des auteurs).